# Konstantinos Stivachtis
Konstantinos Stivachtis (Grieks: Κωνσταντίνος Στιβαχτής) (Athene, 22 mei 1980) is een Grieks volleyballer, gespecialiseerd als spelverdeler.

## Sportieve successen

### Nationaal team
Middellandse Zeespelen:
- 2018

### Club
CEV Challenge Cup:
- 2018

Grieks Kampioenschap:
- 2018, 2019,[8] 2021
- 2017, 2020, 2022
- 2006, 2012, 2016

Beker van Griekenland:
- 2016, 2017

Beker League Griekse:
- 2016, 2017, 2018, 2019
- 2020